# Claire Lacombe
Claire Lacombe (Pamiers, 4 marzo 1765 – Parigi, 2 maggio 1826) è stata una rivoluzionaria e attrice teatrale francese, una delle prime attiviste femministe repubblicane durante la Rivoluzione.

## Biografia
Claire Lacombe nacque a Pamiers. L'atto di battesimo la indica come figlia legittima dei suoi genitori. Suo padre era Bertrand Lacombe, un commerciante, sposato, e quindi non era figlia naturale di due attori, come sostenuto da Alphonse de Lamartine nella Storia dei Girondini.

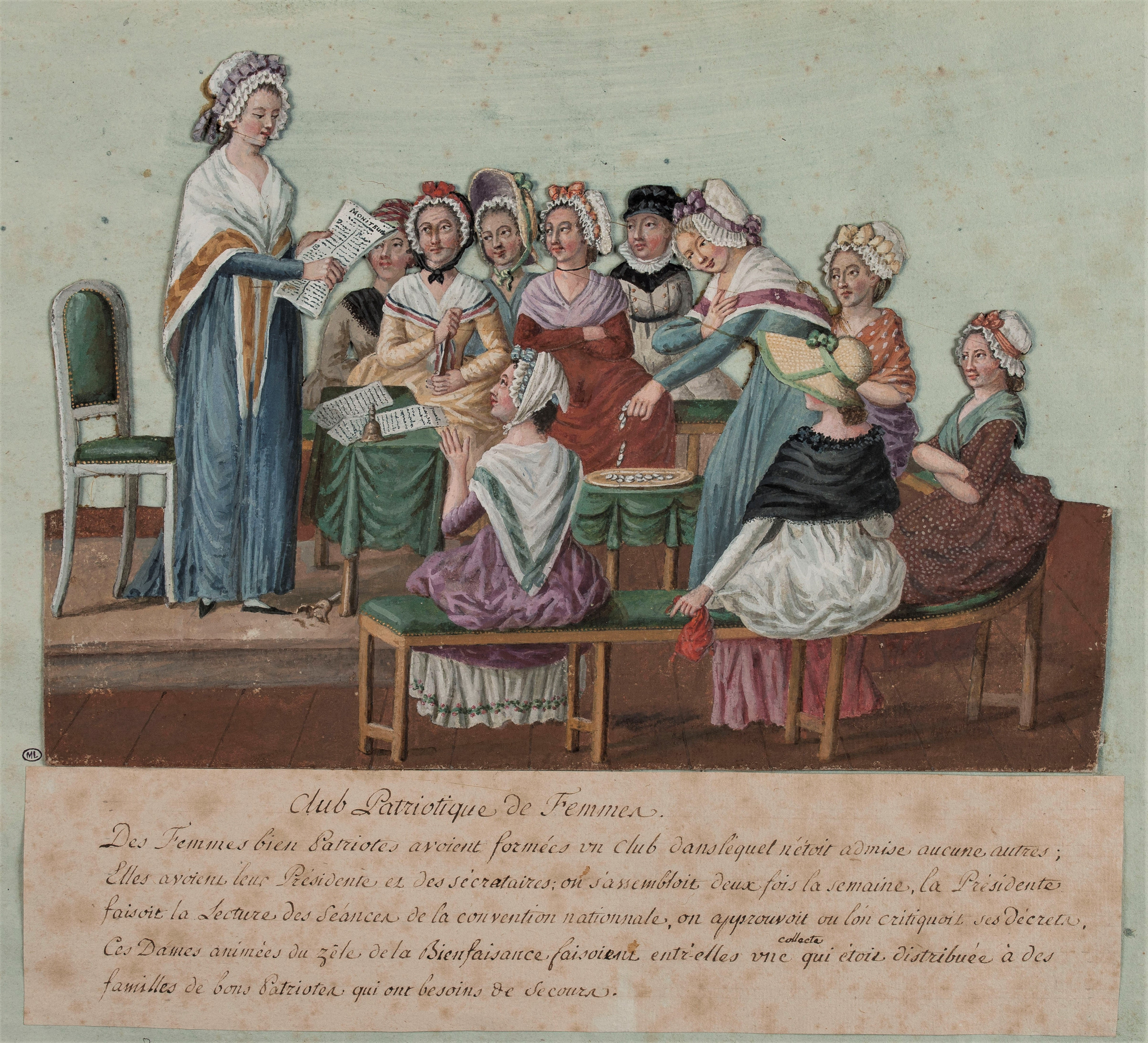
Un Club patriottico delle donne, dipinto di Jean-Baptiste Lesueur, 1791, Musée Carnavalet.

Sappiamo che Claire Lacombe era una donna avvenente, come dichiarò il montagnardo Pierre-René Choudieu, parlando del suo ruolo nella Rivoluzione: "Mademoiselle Lacombe non aveva altro merito che un bell'aspetto. Ha rappresentato la "dea della libertà" nelle nostre feste. Aveva, come M.elle Théroigne, una grande influenza nei gruppi. Non possedeva delle brillanti qualità, ma i suoi modi erano adatti alle masse."

### La Rivoluzione
Prima della rivoluzione era un'attrice, non senza un certo successo, a Marsiglia e Lione. Nel 1792 si trasferì a Parigi dove frequentò il Club dei Cordiglieri (il cui principale rappresentante all'epoca era Jean-Paul Marat, avversario implacabile dei monarchici e dei moderati come i girondini), ottenendo un riconoscimento detto "corona civica" per aver partecipato all'assalto delle Tuileries, con un battaglione di "federati" (i volontari marsigliesi), il 10 agosto 1792.
Lacombe non partecipò ai massacri di settembre. L'inverno successivo si avvicinò invece agli Enragés ("Arrabbiati"), il gruppo radicale proto-socialista e proto-anarchico guidato dal prete costituzionale Jacques Roux e vicino alle rivendicazioni dei sanculotti più accaniti, assieme al compagno di allora, Jean-Theophile Leclerc; Leclerc in seguito sposò Pauline Léon, una cioccolataia anche lei impegnata in politica e compagna di lotte di Claire; militò contro la disoccupazione e l'accaparramento della ricchezza. Assieme a Pauline, nel maggio 1793, fondò la Società delle repubblicane rivoluzionarie, un club composto da donne rivoluzionarie del popolo, sezione femminile del gruppo degli Arrabbiati, molto più radicale di altri club femminili come il Centre Socìal di Olympe de Gouges (l'autrice della Dichiarazione dei diritti della donna e della cittadina, vicina ai girondini).

### Carriera politica successiva

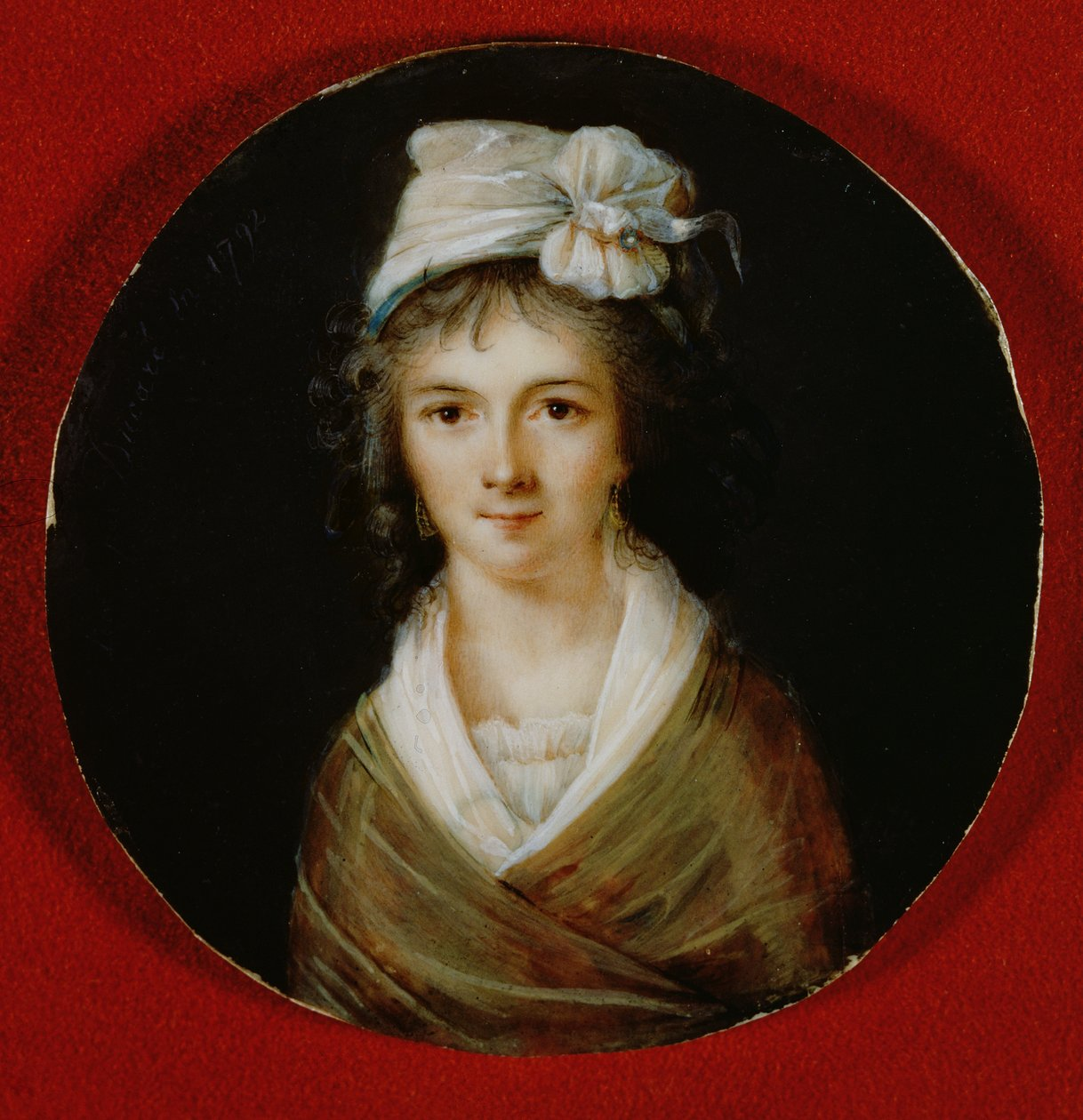
Ritratto di giovane sanculotta, da alcuni identificata in maniera non univoca con Claire Lacombe.

Il 12 maggio 1793, le Repubblicane Rivoluzionarie richiesero il diritto di portare armi per combattere nella guerra di Vandea. Claire Lacombe svolse un ruolo importante negli eventi del 31 maggio e 2 giugno, partecipando a dibattiti e spingendo l'insurrezione. Nel mese di agosto, sostenne, in una petizione, che tutti i nobili dell'esercito venissero rimossi e il 5 settembre, richiese l'epurazione del governo. Questa volta, i giacobini reagirono accusandola di crimini inventati, anche se non molto credibili, ma estremamente pericolosi, come aver dato rifugio ad aristocratici controrivoluzionari.
Arrestata il 16 settembre, uscì la sera stessa. Il 7 ottobre 1793, intervenne ancora come tribuno alla sbarra della Convenzione nazionale, e confutò le argomentazioni dei suoi avversari, denunciando l'oppressione delle donne, aggiungendo che "i nostri diritti sono quelli del popolo, e se ci si opprime, noi opporremo resistenza all'oppressione".
Al governo non piacque, e pochi giorni dopo, la Lacombe venne coinvolta in un caso, con futili pretesti, che provocò la sua rovina politica: alcune donne di Halle accusarono le Repubblicane di averle costrette ad indossare il berretto frigio, che era solitamente riservato agli uomini. La società aveva chiesto una legge che avrebbe costretto tutte le donne ad indossare le insegne con la coccarda francese tricolore per dimostrare così la loro fedeltà alla repubblica, e la possibilità di armarsi. Esse ripeterono le loro richieste anche per mantenere un controllo rigoroso sui prezzi del pane - il principale alimento dei poveri - il quale rischiava di diventare troppo costoso. Dopo che la Convenzione nazionale approvò la legge sulla coccarda nel mese di settembre del 1793, le donne repubblicane rivoluzionarie ne chiesero l'applicazione più rigorosa possibile, ma vennero contrastate dalle donne dei mercati, dalle ex serve e dalle religiose che erano fermamente contrarie al controllo dei prezzi e che mal sopportavano gli attacchi rivolti contro l'aristocrazia e la religione; queste mandarono a dire che "solo le puttane e le giacobine indossano coccarde". In seguito scoppiarono scazzottate per le strade tra le due fazioni di donne. Ne seguì anche un litigio e dei tafferugli alla stessa Convenzione, in cui le suddette donne aggredirono fisicamente la Lacombe che tentava di parlare.
I giacobini e i cordiglieri ne approfittarono per i proibire i club femminili, sciogliendo la Società delle Repubblicane Rivoluzionarie in quanto troppo vicina al gruppo di Roux e considerata fautrice del disordine.

### Caduta in disgrazia e ultimi anni
La caduta degli Enragés, con Roux suicida in prigione, e anche quella degli hébertisti (tra cui per ironia lo stesso Chaumette, ghigliottinato), misero Claire Lacombe in pericolo e la costrinsero a nascondersi. Il 2 aprile 1794 venne arrestata con Pauline e Theophile Leclerc. Non furono però processati, dimenticati in carcere in quelle ultime fasi convulse del Terrore; poco più di un anno dopo, dopo la caduta di Robespierre e del gruppo giacobino (28 luglio 1794) e le amnistie del governo dei Termidoriani, Claire venne rilasciata il giorno 3 fruttidoro III (20 agosto 1795). Riprese in seguito la carriera di attrice, e poi divenne istitutrice. Dal 1798 in poi non si sa più nulla della sua vita.
Secondo documenti scoperti in seguito, Lacombe cominciò a soffrire di disturbi mentali e fu ricoverata intorno al 1821 nel manicomio della Salpêtrière. Qui sarebbe morta a 61 anni di aneurisma dell'aorta nel 1826.

## Opere
- Rapport fait par la citoyenne Lacombe à la société des républicaines révolutionnaires..., 1793 
  - Rapport fait par la citoyenne Lacombe à la Société des Républicaines révolutionnaires, de ce qui s'est passé le 16 septembre à la Société des Jacobins, concernant celle des Républicaines révolutionnaires, Paris, EDHIS, 1982
- Discours prononcé à la barre de l'Assemblée nationale par Madame Lacombe, le 25 juillet 1792, l'an 4e de la liberté. Imprimé par ordre de l'Assemblée nationale, Paris, EDHIS, 1982
  - Discours prononcé à la barre de l'Assemblée nationale par Madame Lacombe, le 25 juillet 1792, l'an 4e de la liberté. Imprimé par ordre de l'Assemblée nationale, Paris, EDHIS, 1982, Template:Nb p. OCLC 915029873
- Rapport fait par la citoyenne Lacombe à la Société des Républicaines révolutionnaires, de ce qui s'est passé le 16 septembre à la Société des Jacobins, concernant celle des Républicaines révolutionnaires… et les dénonciations faites contre la citoyenne Lacombe personnellement, Paris, 1793 ; Micro Graphix, 1992

## Nella letteratura
Claire Lacombe è tra le protagoniste del romanzo di Wu Ming L'armata dei sonnambuli, uscito per Einaudi nel 2014.